# Arethia Tătărescu
Arethia Tătărescu (născută Arethia Piteșteanu, n. 16 septembrie 1889, București – d. 1968, București), numită Marea Domnă a Gorjului, a fost soția lui Gheorghe Tătărescu. S-a implicat în activități de valorificare a artei și tradițiilor populare gorjene. A fost președinta Ligii Naționale a Femeilor. În această calitate a susținut realizarea Ansamblului Sculptural Constantin Brâncuși din Târgu Jiu, a contribuit la restaurarea casei memoriale a lui Tudor Vladimirescu din Vladimir, la transformarea casei Ecaterinei Teodoroiu în casă memorială și a organizat numeroase expoziții. În 1935 a primit titlul de Cetățean de onoare al orașului Târgu Jiu. După 1947 a avut de suferit represiuni din partea regimului comunist.

## Elemente biografice
Arethia Tătărescu s-a născut la 16 septembrie 1889 la București. Tatăl ei, Gheorghe Piteșteanu era descendent dintr-o familie de boieri argeșeni. Ambii ei părinți au murit când Arethia era încă copil. Arethia și cei doi frați ai ei Gheorghe și Alexandru au plecat cu o bunică în Belgia unde Arethia a făcut școala primară și studiile secundare. Și-a efectuat apoi studiile superioare la secția de muzică a Conservatorului Regal din Bruxelles (Conservatoire royal de Bruxelles) unde a studiat pianul.
Revenind în țară, Arethia Piteșteanu s-a încadrat ca profesoară de pian la Liceul de Muzică din București. În același timp se implică în înființarea asociației cercetașilor români în 1913, fiind una din conducătoarele cohortei "Păstorul Bucur".
În vara anului 1916, fiind în vacanță la Tismana, îl cunoaște pe Gheorghe Tătărescu, la acea vreme un tânăr avocat, întors de curând din Paris. Concentrat în urma pregătirilor care au precedat intrarea României în Primul Război Mondial. Gheoghe Tătărescu se afla în județul Gorj ca sublocotenent. Având în vedere declanșarea ostilităților, Arethia Piteșteanu și Gheorghe Tătărescu s-au căsătorit la Craiova în vara anului 1916.
În scurt timp, războiul a determinat plecarea soțului pe front, iar după ce trupele germane au ocupat Oltenia și Muntenia, Arethia Tătărescu își urmează soțul în retragerea în Moldova. La sfârșitul războiului, în 1919, soții Tătărescu erau în Botoșani unde Gheorghe Tărărescu deținea funcția de aghiotant al comandantului Școlii de ofițeri de infanterie.
După terminarea războiului, cei doi fac o călătorie în Punjab, India, apoi se instalează în București. Totodată, ei cumpără moșia de la Poiana, al cărei conac îl amenajează într-o perioadă de peste un deceniu    
Au avut doi copii, o fiică Sanda (1919 -2009), care s-a măritat cu Ulise Negropontes și un fiu Tudor, care a murit bolnav la Paris în 1955.
Pentru contribuția sa pe tărâm social, cultural și umanitar, Arethiei Tătărescu i s a conferit diploma de Cetățean de Onoare al Orașului Târgu Jiu, eveniment care a avut loc în Amfiteatrul Liceului Tudor Vladimirescu din Târgu Jiu pe data de 13 septembrie 1936 
După anul 1947, Arethia Tătărescu a avut mult de suferit ajungând să trăiască în condiții de viață precare, întrucât bunurile familiei Tătărescu au fost naționalizate. În anul 1968 a decedat și a fost înmormântată în cavoul familiei alături de soțul său, în cimitirul Belu din București.

## Conacul Tătărescu de la Poiana
În 1918 soții Tătărescu cumpără moșia Poiana (azi pe teritoriul orașului Rovinari, satul Poiana devenind un cartier ar orașului). Conacul a fost realizat în jurul unei cule, înalțate în jurul anului 1790 de către Dobre Sârbu, negustor din Târgu Jiu. După 1820 intră in posesia pitarului Dincă Poenaru (cula este cunoscută și sub denumirea de Cula Poenaru, unele surse atribuindu-i acestuia construția ), apoi a lui Dincă Schileru și Paulina Carabatescu. Din 1919 cladirea a fost cumpărată de către Aretia și Gheorghe Tătărescu. Acestia inițiază în anul 1924 un amplu program de restaurare, întrucât suferise importante deteriorări în timpul primului război mondial.
Cula compusă din parter și etaj și-a pierdut forma ințială în urma importantelor modificări din secolul XIX și inceputul secolului XX când este transformată într-o locuință modernă. Zidurile clădirii sunt groase, cu ferestre largi și acoperiș de șindrilă. Intrarea, străjuită de lei de piatră se face printr-o galerie pe arcade de zid. În interior se află scara de lemn care face legatura cu camerele de locuit și cerdacul cu patru coloane trilobate și o coloana laterală. Aretia Tătărescu inițiază o succesiune de lucrări de transformare. In anii 1920-1921 casa a fost consolidată și reparată. În 1923 se realizează o instalație sanitară și mai târziu o instalație de curent electric. Tot în 1923 casa este decorată cu tâmplărie din lemn de stejar. În perioada 1923-1935 se mai realizează o baie la etaj, cămine din teracotă smălțuită și parchet. În exterior, casa prezintă elemente decorative realizate la initiativa Aretiei Tătărescu .
În anii 1923-1924, familia Tătărescu renovează biserica Sfântul Gheorghe din Poiana. Biserica din lemn, acoperită cu șindrilă, de dimensiuni modeste are formă de navă cu pridvor Clopotnița din lemn a fost construită în jurul anului 1923, odată cu lucrările de renovare. Altarul este despărțit de naos de o catapeteasmă ornată cu icoane în tempera datând din 1835-1845 și porți pictate rustic.
Pe lângă efectuarea lucrărilor de renovare, familia Tătărescu o înzestrează cu iconostas, jillțuri de lemn și un policandru cu brațe de aramă 

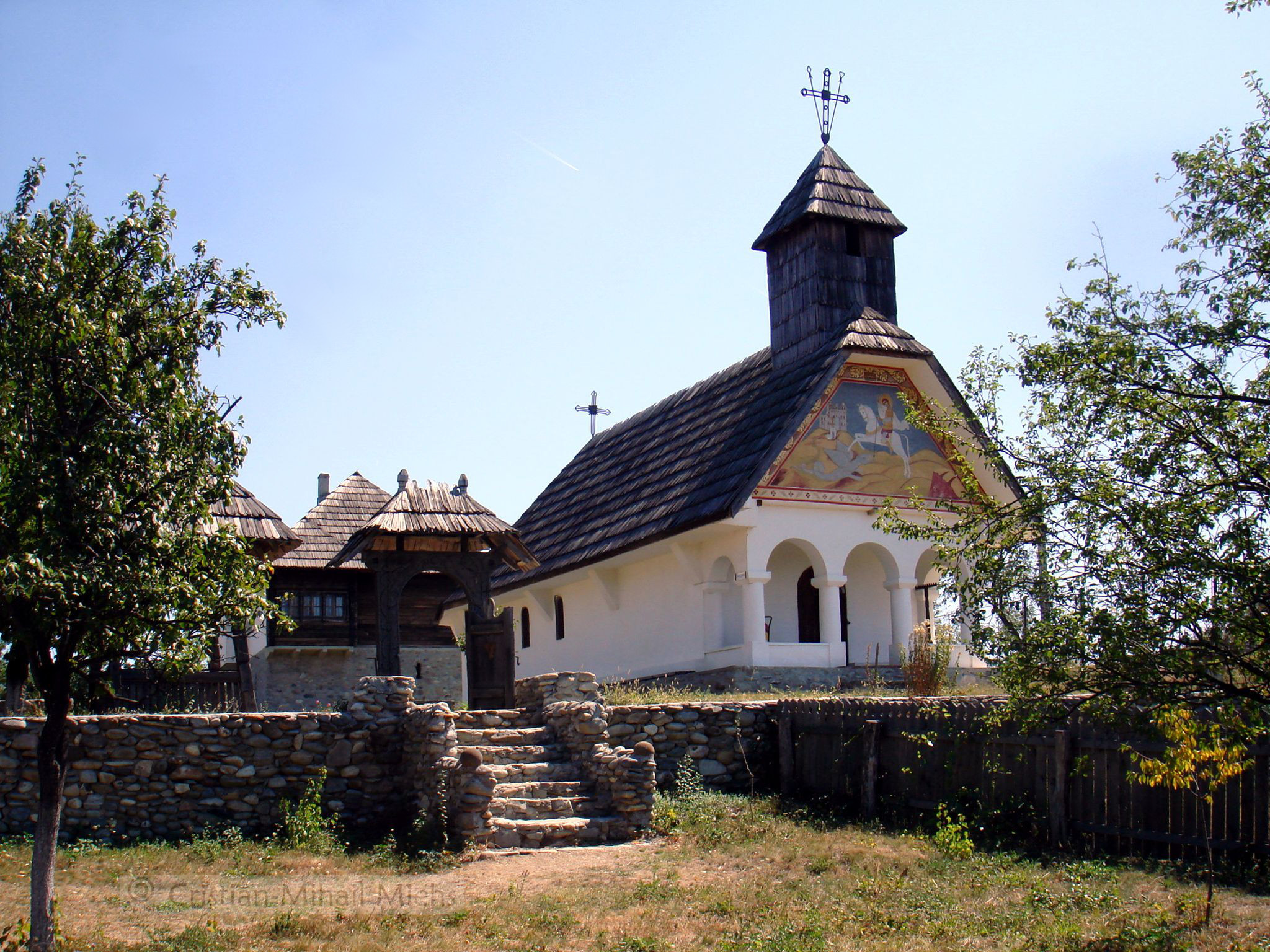
Biserica ansamblului arhitectural Gheorghe Tătărescu

 Zona în care era situat conacul din Poiana a fost afectată de exploatările de lignit din zona Rovinari. De aceea, după și-a recuperat dreptul de proprietate asupra clădirilor, Sanda Tătărescu-Negroponte, fiica lui George și a Aretiei Tătărescu a hotărît strămutarea tuturor construcțiilor în ansamblul arhitectural Gheorghe Tătărescu din Muzeul Arhitecturii Populare din Gorj din Curtișoara, donându-le muzeului. Strămutarea a fost realizată în anii 2000-2002 de către arhitectul Dumitru Florescu, care a urmărit amplasarea și orientarea fiecărei clădiri astfel încât ansamblul să reamintească pe cât posibil vechea curte boierească din Poiana.
În afară de moșia de la Poiana, familia Tătărescu mai avea o casă mare în municipiul Târgu Jiu. Edificiul, situat pe Calea Unirii, nr. 22, este consemnat în anul 1913, ca aparținând lui Ion Câlniceanu, primar al orașului Târgu Jiu și ulterior senator și deputat în Parlamentul României. Clădirea este cumpărată de familia Tătărescu după primul război mondial. Ea a constituit reședința locală a familiei dar a servit și ca sediu al organizației locale a Partidului Național Liberal, Aripa Tătărescu. Casa a fost naționalizată prin decretul 92/1950 și a reintrat în posesia Sandei Tătărescu-Negroponte, abea la sfârșitul anilor 1990. La 27 septembrie 2002, aceasta a vândut proprietatea familiei Valter și Mirela Dobre. Aceștia au reamenajat casa și au transformat-o în hotel, străduindu-se să îmbine în mod armonios trecutul edificiului cu nevoile actuale ale societăți. Hotelul Europa a fost inaugurat la 6 martie 2005 

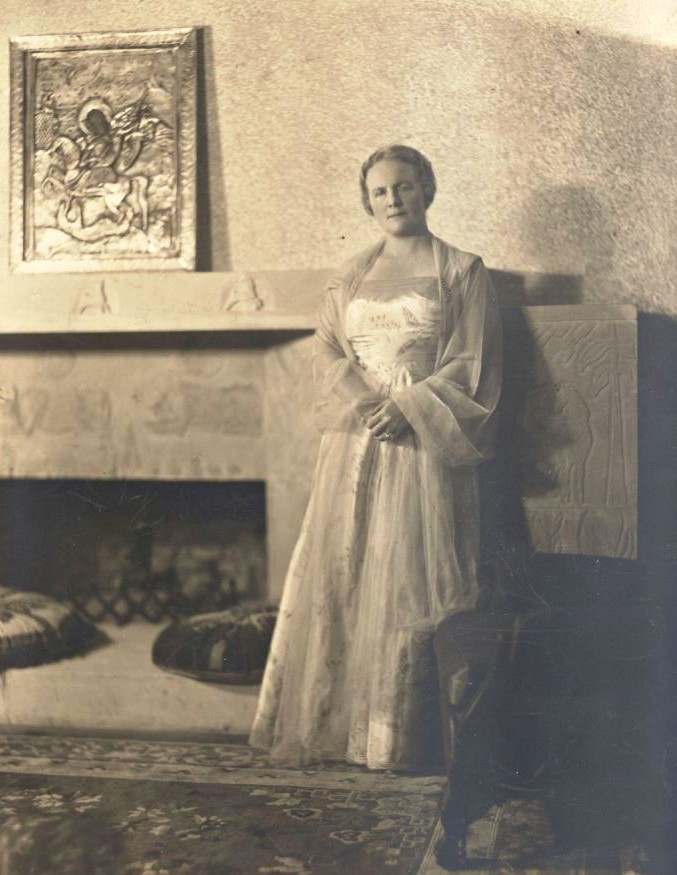
Arethia Tătărescu în apartamentul ei din conacul Tătărescu

## Organizarea producției artizanale în județul Gorj
Atrasă de frumusețea artei, portului, folclorului și obiceiurilor oamenilor locului, Arethia Tătărescu s-a implicat în viața județului Gorj și s-a străduit toată viața să pună în valoare unicitatea județului și istoria sa. Pentru îndeplinirea acestui scop ea s-a implicat în activitatea diferitor organizații, ocupând funcțiile de Președinte al Ligii Femeilor Române din Gorj (Ligă înființată în anul 1921 ca o filială a Ligii Femeilor Române din România) începând din anul înființării, Președinte al Societății Naționale „Crucea Roșie” – Filiala Gorj, înființată la 3 noiembrie 1939, și Președinte al Societății Femeilor Ortodoxe din Gorj.
Sub conducerea Arethiei Tătărescu, liga a înființatla centre sătești de lucru pentru femei, școli de gospodărie și precum și ateliere cu războaie de țesut pentru tinerele gorjence la Tismana și Târgu –Jiu. Tot prin grija sa a fost înființată la Rovinari o școală de gospodărie  Aretha Tătărescu a încurajat în cadrul acestor ateliere activitățile de realizare a unor produse de artizanat locale, în special costume naționale și covoare. Rezultatul acestor eforturi a fost pus în evidență cu ocazia Expoziției-Târg de Artizanat din București, în iunie 1934, unde au fost reprezentate toate județele țării dar produsele prezentate de județul Gorj au ieșit în evidență. Ca urmare a acestui succes, regele Carol II i-a conferit ordinul Meritul Cultural cu rang de cavaler, Clasa II-a.
Costumele naționale românesti și covoarele oltenești au fost foarte apreciate în expoziții internaționale de mare importanță ca Expoziția Universală de la Paris, 1937, Expoziția Internațională de la New York, 1939  și a VII-a Expoziție Trienală de la Milano, 1940 

## Construcția clădirii muzeului Alexandru Ștefulescu
În anul 1925, Comitetul Ligii Naționale a Femeilor Române a hotărât construirea unei clădiri în stil național în care să funcționeze Muzeul "Alexandru Ștefulescu", iar ca loc pentru amplasare s a ales „partea din sud din Parcul Orașului Tg Jiu în apropierea podețului care traversa canalul”. Institutorul Alexandru Ștefulescu, director al școlii primare de băieți din Târgu-Jiu întemeiase în 1893 o colecție istorică și arheologică. El reușise să strângă în jurul său oameni de cultură din județ, printre care profesorul Iuliu Moisil, inginerul Aurel Daiconovici și artistul plastic Vitold Rola Piekarski care l-au ajutat, l-au susținut în inițiativele sale și au contribuit la colectarea materialelor care au completarea colecției Ștefulescu și au constituit nucleul muzeului care a fost fondat formal la 16 iulie 1894.În 1898, colecțiile muzeului au fost găzduite în sala mare a noii clădiri a Gimnaziului Tudor Vladimirescu.
În perioada primului război mondial, o parte din colecție a fost înstrăinata sau distrusă, însă muzeul și-a păstrat existența. În 1925 din inițiativa Ligii femeilor din Gorj și a președintei acesteia Arethia Tătărescu, a fost deschisă o campanie de strângere de fonduri pentru construirea unei clădiri destinate muzeului. Proiectul clădirii a fost întocmit de arhitectul Iulius Doppelreiter, luând ca model arhitectura culei Crăsnaru din satul Groșerea. Clădirea era situată în grădina publică a orașului Târgu Jiu. Noul muzeu a fost inaugurat la 5 septembrie 1926 si a funcționat în clădirea respectivă până în 1954

## Realizarea Casei Memoriale Ecaterina Teodoroiu
Liga Femeilor Române din Gorj a acordat o atenție deosebită memoriei Ecaterinei Teodoroiu, ocupându-se de consolidarea casei în care eroina se născuse precum și de realizarea unui mausoleu în cinstea ei.
Casa în care s-a născut Ecaterina Teodoroiu (numele corect fiind Cătălina Toderoiu), se afla în satul Vădeni, azi inclus în orașul Târgu Jiu, pe D.N. 66 Târgu Jiu -Petrosani. Construită în 1884 de părinții Ecaterinei, casa țărănească are două camere, camera cu vatră si cea de dormit. În partea din față a casei și pe latura de vest se află tinda. Acoperișul este făcut din sită. Prin grija Ligei Femeilor din Gorj, casa a fost consolidată 1938, fiind declarată casă memorială, dar rămănând în continuare locuința membrilor familiei până în 1945.  Ea a fost iar restaurată în 1959, când a fost transformată în muzeu.

## Mausoleul Ecaterinei Teodoroiu
Realizat în 1936, din inițiativa Ligii Femeilor din Gorj, mausoleul Ecaterinei Teodoroiu din Targu Jiu, este opera sculptoriței Milița Pătrașcu se află în centrul orasului (în mijlocul Pieței Victoriei, în fața Prefecturii și a Bisericii Sfinții Voievozi). iar in interiorul acestui monument se afla rămasitele Ecaterinei Teodoroiu.
Mausoleul este un sarcofag, cu o înălțime de peste 2 metri, realizat din travertin italian așezat pe un postament cu trei trepte. Monumentul înfățișează prin basoreliefurile de pe fețele laterale ale sarcofagului momente din viața eroinei: pe fața dinspre miazăzi, un tablou prezentând copilăria eroinei în satul ei natal. Pe latura opusă este reprezentată ca elevă, salutată de cercetașii din organizația cărora făcuse parte curs secundar. Celelalte două fețe ne-o înfățișează în război, pornind la atac cu plutonul pe care îl comanda. Ultimul basorelief prezintă momentul final, când purtată pe brațe de soldați spre locul de odihnă. Cele patru colțuri, sunt străjuite de patru femei în costum national, ținând în mâini câte o cunună de lauri.
Ecaterina Teorodoriu murise în ziua de 22 august 1917, în luptele care au avut loc pe Dealul Secului, în zona Muncelu – Varnița, în ultima fază a bătăliei de la Mărășești. Înmormântată inițial în satul Fitionești, rămăsițele eroinei au fost aduse din Moldova și reînhumate la Vădeni în iunie 1921. După construcția mausoleului, ele au fost din nou inhumate în acesta.
Mausoleul a fost inaugurat la 6 septembrie 1936 în prezența Arethiei și a lui Gheorghe Tătărescu

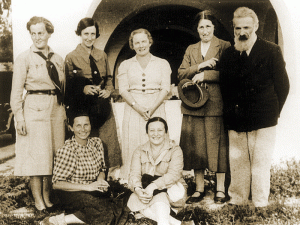
Constantin Brâncuși, Arethia Tătărescu (rândul al doilea, la mijloc) și doamnele Ligii Femeilor Gorjene la inaugurarea ansamblului Brâncuși

## Realizarea casei memoriale Tudor Vladimirescu
Casa memoriala Tudor Vladimirescu a fost executată în anul 1932, cu ajutorul Ligii Naționale a Femeilor Române din Gorj conduse de Arethia Tătărescu și este o replică a casei în care a trăit Tudor Vladimirescu. Lucrarea a fost realizată de arhitectul  Iulius Doppelreiter, având ca model de inspirație o fotografie publicată la începutul sec. al XX-lea.
În prezent, casa memorială se află în patrimoniul Muzeului Județean Gorj. Se află înscrisă în categoria monumentelor comemorative din Lista monumentelor istorice. Clădirea este o construcție tipic țărănească, cu două camere, vatră și odaie, și pridvor de lemn, cu stâlpi sculptați în stilul arhitectural specific zonei Gorjului. Cele două încăperi ale casei memoriale evocă viața și activitatea lui Tudor Vladimirescu, prin obiecte, imaginini și documentele referitoare la viața acestuia.
Articol principal Ansamblul sculptural Constantin Brâncuși de la Târgu-Jiu

## Ansamblul sculptural Constantin Brâncuși

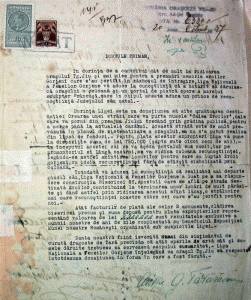
Scrisoarea de donare a operelor de artă ale lui Brâncuși primăriei orașului Târgu Jiu

Din dorința de preamărire a eroilor de pe aceste meleaguri care s au jertfit în războiul de întregire, în anul 1937 Liga Națională a Femeilor Gorjene condusă de Arethia Tătărescu a hotărât să dăruiască orașului Tg. Jiu o coloană și un portal de piatră, opere ale sculptorului Constantin Brâncuși. Acestea sunt comunicate primarului orașului, printr-o scrisoare oficială, înregistrată cu Nr.6330 din 20 octombrie 1937
| “ | Domnule Primar, În dorința de a contribui cât mai mult la ridicarea orașului Târgu-Jiu și mai ales pentru a preamări memoria eroilor gorjeni care s-au sacrificat în războiul de întregire, Liga Naționala a Femeilor vă aduce la cunoștința că a hotărât să dăruiască orașului o coloană și un portal de piatră - opere ale marelui sculptor Constantin Brâncuși. În felul acesta aducem un omagiu de recunoștință județului Gorj, județul lui natal. Dorința Ligii este ca donația să aibă următoarea destinație: crearea unei străzi care să poarte numele de Calea Eroilor, cale ce va porni din preajma Jiului trecând prin Gradina Publică, pentru a merge până la actualele cazărmi. Această stradă este de mai mult timp prevăzută în planul de sistematizare a orașului, dar nu s-a putut realiza din lipsa de fonduri. Pentru plata acestei exproprieri Liga va pune la dispoziție suma de 750.000 lei. La începutul acestei căi se va așeza portalul sus numit iar pe postamentul ei, lângă cazărmi, se va ridica Coloana Recunoștinței, legându-se astfel amintirea locurilor pentru care au luptat gorjenii, cu ideea recunoștinței fără de sfârșit simbolizată prin Coloană. Liga Națională a Femeilor a hotărât construirea Bisericii ”Sfinții Apostoli”, care se află pe strada destinata eroilor, contribuind la terminarea lucrării de mult părăsite și dând astfel prin ridicarea acestui sfânt lăcaș o strălucire și mai mare recunoștinței noastre pentru cei care s-au jertfit. Atât facturile de plată ale celor 2 monumente, clădirea bisericii precum și suma depusă pentru plata exproprierilor reprezentând valoarea de 2.200.000, sunt rezultatele exclusive a muncii noastre de ani de zile, completată cu „Expoziția Românescă“ organizate sub auspiciile Ligii. Dania noastră fiind izvorâtă numai din simțământul de curată dragoste de țară, precizăm că atât operele de artă și sumele dăruite trebuiesc să servească scopului arătat. Liga Naționala a Femeilor Gorjene, înțelegând că orașul Târgu-Jiu să respecte întotdeauna donațiunea în forma în care a fost făcută. Arethia G. Tătărăscu | ” |

Contactat de Arethia Tătărescu, Constantin Brâncuși a acceptat solicitarea, dar a refuzat plata pentru lucrările sale, pe care le-a donat orașului Târgu-Jiu.
Ansamblul sculptural Constantin Brâncuși, inaugurat la 7 noiembrie 1937, odată cu sfințirea bisericii ”Sfinții Apostoli” cuprinde:
- Masa tăcerii – numită de Brâncuși și "Masa apostolilor neamului" și repezintă simbolic masa dinaintea bătăliei la care urmau să participe ostașii români. Scaunele în formă de clepshidră care măsoară simbolic timpul și sunt în număr de 12 simbolizând numărul apostolilor
- Poarta sărutului - numită de Brâncuși și "Monumentul întregirii neamului", realizat în forma unui arc de triumf în care sărutul are semnificația unirii, iar cei 8 stâlpi reprezintă cele 8 regiuni care au format România Mare.
- Coloana fără sfârșit – numită de Brâncuși "Coloana sacrificiului infinit" dat de eroii români căzuți pentru întregirea neamului.

Ulterior, acestor trei elemente li s-a adăogat și "Aleea scaunelor".
Creația lui Brâncuși a dat naștere și altor interpretări ale diferitelor elemente ale ansamblului. Totuși, atât Liga Femeilor din Gorj, condusă de Arethia Tătărescu, cât și Constantin Brâncuși au conceput neechivoc lucrarea ca pe un ansamblul exprimând recunoștiința față de ostașii români căzuți în Primul război mondial.

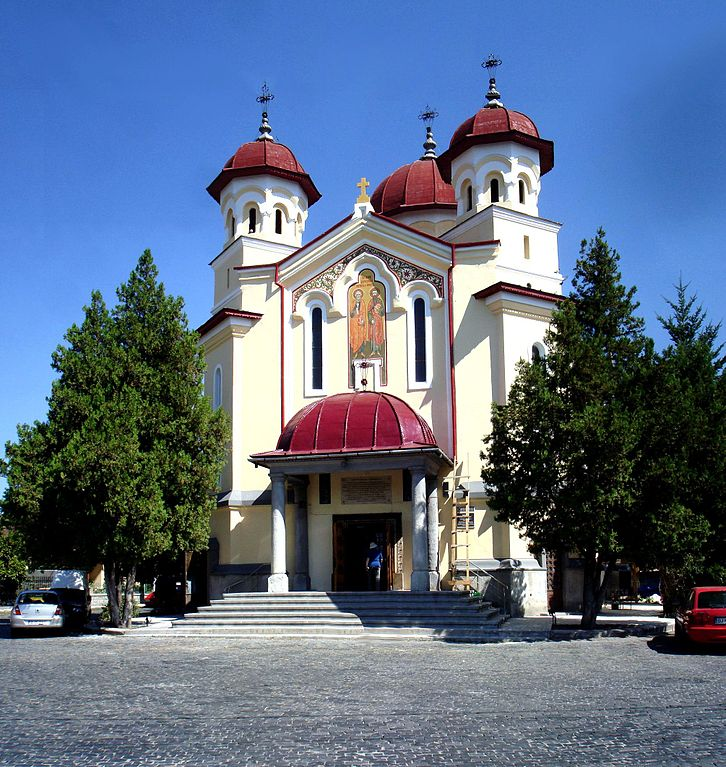
Biserica Sfinții Apostoli Petru și Pavel

## Construirea bisericii Sfinții Apostoli Petru și Pavel
Biserica Sfinții Apostoli Petru și Pavel aflată pe axul Căii Eroilor ridicată pe locul unei alte biserici ce data din anul 1777. Construcția fusese începută în anul 1927, însă lucrările fuseseră sistate din lipsă de fonduri. Liga Națională a Femeilor Gorjene, să adune fondurile necesare pentru demararea construcției. Un rol foarte important în acest sens l-a avut Arethia Tătărăscu. Lucrările au fost urmărite de arhitecții Ion 
Antonescu, Anghel Păunescu și Iulius Doppellreiter, antreprenori fiind frații Di. 
Bernardo și Luigi Pittiui. Pictura în stil neobizantin a fost executată în frescă de către pictorul gorjean Iosif Keber iar catapeteasma, amvonul, cafasul și mobilierul sculptat în stejar de către specialistul Ioan Keleș din București și Fabrica 'Tadici-Alexandra' din Târgu Jiu. Biserica a fost sfințită la 7 noiembrie 1937, odată cu ansamblul sculptural, în prezența patriarhului Miron Cristea.
Activitățile Ligii Femelilor nu au încetat odată cu sfințirea bisericii și inaugurarea ansmablului. Printr-o scrisoare către înregistrată cu nr. 7501 din 27 octombrie 1938, întocmită cu ocazia festivităților organizate cu prilejul predării monumentelor închinate eroilor către Primăria Orașului Târgu Jiu, se arată că valoarea acestora se ridică la suma totală de 2.436.275 lei, din care:
- Biserica „Sfinții Apostoli Petru și Pavel” închinată eroilor – 666.462 lei
- Exproprierea pentru deschiderea Căii Eroilor – 746.000 lei
- Portalul de piatră din grădina publică a orașului – 683.198 lei
- Coloana în amintirea eroilor morți în războiul de întregirea neamului – 340.615 lei

## Alte activități
Pe lângă lucrările amintite, Arethia Tătărescu a fost preocupată și de alte epoci din trecutul județului Gorj și a susținut din punct de vedere financiar cercetări privind acest trecut. Astfel, ea a contribuit la cercetarea și descoperirea unor importante rămășițe străvechi în castrul de la Bumbești Jiu și în ruinele din localitatea Telești.
Arethia Tătărescu, împreună cu Gheorghe Tătărescu, s-au ocupat și de construirea unui sanatoriu de boli pulmonare la Suseni – Dobrița a cărui piatră fundamentală a fost pusă în ziua de 02 august 1936, dată la care au fost inaugurate câteva pavilioane ale Spitalului din Târgu Jiu condus de doctorul Nicolae Hasnaș.

## Activități sociale
Arethia Tătărescu a desfășurat și o activitate susținută, luptând împotriva concubinajului ca factor de degradare a societății. Apropierea războiului a intensificat această acțiune,  din considerentul de a da copiilor ce se nășteau în astfel de familii o identitate fără dubii și de a proteja eventualele văduve de război, determinând concubinii să se căsătorească, pentru ca pruncii rezultați în urma relațiilor lor să fie legitimi. În acest scop, Arethia Tătărescu organiza periodic căsătorii colective ale cuplurilor necăsătorite.Sanda Tătărescu-Negroponte, relatează că, în 1939 “la Poiana, într-un loc anume amenajat au fost celebrate căsătoria a nu mai puțin de 1500 de cupluri de diferite vârste, care trăiau în concubinaj, din întreaga zonă și chiar din localități mai îndepărtate. Au venit vreo 1500 de cupluri. Fratele meu și cu mine nu puteam duce lumânările de grele ce erau. Se instalaseră mese întinse și ceea ce pe mine m-a impresionat a fost că multe femei aveau părul cărunt, dar își puseseră flori de lămâiță și voal pe cap. ”
Familia Arethia și Gheorghe Tătărescu au fost nașii multor cupluri care s-au căsătorit, acordându-le daruri consistente, iar celori mai săraci le-au donat și suprafețe de pământ.

Bustul Arethiei Tătărescu, obiectul unei controverse

## Controversa bustului Arethiei Tătărescu
Pentru a o onora pe Arethia Tătărescu, primăria orașului Târgu Jiu a decis instalarea unui bust al ei în parcul care îi poartă numele, lucrarea dedicată acesteia fiind inaugurată în toamna anului trecut, la doi ani după ce fusese inaugurat cel dedicat lui Gheorghe Tătărăscu. Ambele lucrări au fost realizate de artistul plastic Paul Popescu din Târgu-Jiu
După instalare, lucrarea a fost criticată de Radu Boroianu. Ca secretar de stat în Ministerul Culturii, el a cerut ca bustul Arethiei Tătărescu să fie dat jos, pentru că statuia a ar fi "prea sexoasa. Aretha Tătărescu are sânii cam mari". La rândul său, Pompiliu Grigore Ciolacu, directorul executiv al Directiei Județene pentru Cultură, Culte și Patrimoniu Cultural Național, Gorj a spus despre bust ca este "exagerat din punct de vedere artistic" si ca asta inseamna ca "din punct de vedere estetic, nu seamănă cu imaginea reală a persoanei".
Pompiliu Ciolacu i-a cerut sculptorului Paul Popescu să reducă proporțiile sânilor, ceea ce artistul a refuzat declarând "Este un motiv cât se poate de subiectiv și ține de alte gusturi. Nu tuturor trebuie să ne placă același tip de dame, cum nici damelor nu le place același tip de macho".
Ca rezultat, secretarul de stat Radu Boroianu a cerut demolarea ambelor busturi, sub pretextul că fuseseră ridicate într-un spațiu public, fără aprobarea Ministerului. Aceasta nu explică însă de ce această decizie bizară a fost luată abea după inaugurarea bustului Arethiei Tătărescu, și nu cu doi ani înainte când a fost inaugurat cel al lui Gheorghe Tătărescu.
Obiecțiile aduse amintesc de principiile estetice ale realismului socialist. Se poate face analogia cu faptul că una din primele măsuri luate în București de autoritățile comuniste după preluarea puterii în 1947, a fost cea de distrugere a cariatidelor de pe clădirea fostei Bănci Albina (azi clădirea Administrației Apele Române) de pe strada Edgar Quinet, sânii cariatidelor fiind considerați la acea vreme incompatibili cu "morala proletară".
În orice caz, controversa a fost scoasă în evidență de presa internațională, care a relatat cu ironie faptul ridiculizând deciziile ”estetice” ale autorităților.